# Comm
comm（コム）は、ディー・エヌ・エー (DeNA) が提供していた、スマートフォン（iOS、Android）・PC（Windows/macOS）向けのインターネット電話 (VoIP) アプリである。
2015年4月21日15:00（JST）にサービスを終了し、2年半の歴史に幕を下ろした。

## 概要
2012年10月23日にスマートフォン向けに、日本など204ヶ国での提供開始。競合他社の無料通話・インスタントメッセージングアプリでは通話品質に対する不満が多いとの判断から、高音質な通話機能に注力したアプリとして若手社員によって開発された。匿名（または半匿名）でクローズドなコミュニケーションを行うLINEやSkype、実名でオープンなコミュニケーションを図るFacebookとの差別化を強みとしている。なお、commの配信開始直後には、10億円規模のプロモーションが行われている。
2013年には、4月5日に最大300人までが参加できる新機能「グループプロフィール」をAndroid版に実装（iOS版は後日実装）、4月30日にはWindows 7・Mac OS X Lion以降に対応するパソコン版の提供が開始された。さらに、5月29日にはトークをしながら複数人でゲーム（大富豪・麻雀・ポーカー）をプレイする「トークゲーム」機能が追加された。なお、App Storeではアプリ紹介のタイトルが「大富豪/麻雀/ポーカーがトーク画面で楽しめる-comm」として、スクリーンショット画面などでもゲーム機能を重視した紹介となっている。
アプリ配信当初の利用規約には、ユーザー間でやりとりされる情報を、同社が利用ないし第三者に提供するように受け取れる条項があり波紋を呼んだ。同社は、「誤解を招く表現があった」として翌日に改訂。いわゆる出会い系などの目的で利用されることを防止する目的であったが、「拡大解釈が可能な内容になっていた」と釈明している。

### 利用状況
2012年11月14日にDeNAが開催したCM発表会では「当初の想定を越えるユーザーに利用されている」と発表、クロス・マーケティングによる無料通話アプリの満足度調査では、Viberを抑えてcommが第1位であることがアピールされた。
同年10月23日にApp Storeで、10月31日にGoogle Playで無料アプリのダウンロードランキング1位を獲得したため、2013年半ばを想定していた利用ユーザー数1000万人の当初目標を、年内の達成へと繰り上げた。しかし、翌年1月10日の発表では目標の半分である500万ユーザー数に留まり、MM総研が2013年3月に実施した調査（過去3カ月間に利用したIP電話/メールアプリ）でも利用率は4.3%であり、commがヒットしたとは言いがたい状況とされる。
2013年6月26日に日経ビジネスが、DeNAはcommの運営体制を大幅に縮小し、ユーザー獲得のための積極的なプロモーションもやめる方針であると報じた。
2015年2月27日に公式サイト上で2015年4月21日午後3時をもってサービスを終了すると公表された。
2015年4月21日15:00（JST）、commはサービスを終了した。

## 特徴
ニックネームやサービス固有のID（検索などで用いられるキー）を使用せず、実名での利用を前提として設計されており、ユーザは家族や親しい友人など、連絡をとりたい相手を実名で検索し「友だちリスト」に追加する事によって、コミュニケーションを楽しむ事ができる。
- commを使用していない友人にも本サービスを経由してメールを送信できる[1]。
- アカウントひとつで複数端末の同時利用に対応している[17]。
- スタンプはすべて無料で利用可能である[18]。
- トークをしながら友だちとゲームを楽しむことができる。

## テレビCM
出演者
- 吉高由里子[2] - 出演（2012年11月16日 - ）
- 美輪明宏[2] - 声（2012年11月16日 - ）、出演（2012年12月14日 - ）
- 小木博明 - ナレーション（2012年12月14日 - ）